# Karen Nalbandján
Karen Nalbandján, örmény Կարեն Նալբանդյան, IPA: Kaɹɛn Nalbandyan, nyugati örmény Garen Nalpantjan, angolosan Karen Nalbandyan (Jereván, 1964. augusztus 27. –) örmény nemzetközi labdarúgó-játékvezető.

## Pályafutása

### Nemzeti játékvezetés
1991-ben lett az I. Liga játékvezetője. A nemzeti játékvezetéstől 2009-ben vonult vissza.

### Nemzetközi játékvezetés
Az Örmény labdarúgó-szövetség Játékvezető Bizottsága terjesztette fel nemzetközi játékvezetőnek, a Nemzetközi Labdarúgó-szövetség (FIFA) 1993-tól tartotta nyilván bírói keretében. Több nemzetek közötti válogatott és klubmérkőzést vezetett, vagy működő társának 4. bíróként segített. FIFA JB besorolás szerint 3. kategóriás bíró. A nemzeti Labdarúgó-szövetség 16 éven keresztül (!) biztosította számára a nemzetközi pozíciót. Az orosz szövetségi kupa sorozatokban 2000-2009 között lehetőséget kapott mérkőzések vezetésére. 6 alkalommal elődöntőt, 2 esetben negyeddöntőt is irányíthatott. Az örmény nemzetközi játékvezetők rangsorában, a világbajnokság-Európa-bajnokság sorrendjében  az 1. helyet foglalja el 5 találkozó szolgálatával. A FIFA JB korhatárát elérve 2009-ben fejezte be nemzetközi szolgálatát. Válogatott mérkőzéseinek száma: 7.

#### Világbajnokság
A világbajnoki döntőhöz vezető úton Dél-Koreába és Japánba a XVII., a 2002-es labdarúgó-világbajnokságra valamint Németországba a XVIII., a 2006-os labdarúgó-világbajnokságra a FIFA JB bíróként alkalmazta.

##### 2002-es labdarúgó-világbajnokság

###### Selejtező mérkőzés
| Időpont           | Helyszín             | Mérkőzés típusa           | Mérkőzés              | Eredmény | Nézők száma |
| ----------------- | -------------------- | ------------------------- | --------------------- | -------- | ----------- |
| 2001. április 25. | Skonto Stadion, Riga | előselejtező (6. csoport) | Lettország–San Marino | 1 – 1    | 4000        |

##### 2006-os labdarúgó-világbajnokság

###### Selejtező mérkőzés
| Időpont           | Helyszín                     | Mérkőzés típusa           | Mérkőzés            | Eredmény | Nézők száma |
| ----------------- | ---------------------------- | ------------------------- | ------------------- | -------- | ----------- |
| 2004. november 1. | Olimpiai Stadion, Serravalle | előselejtező (7. csoport) | San Marino–Litvánia | 0 – 1    | 1457        |

#### Európa-bajnokság
Az európai labdarúgó torna döntőjéhez vezető úton Belgiumba és Hollandiába a XI., a 2000-es labdarúgó-Európa-bajnokságra, Portugáliába a XII., a 2004-es labdarúgó-Európa-bajnokságra valamint Ausztriába és Svájcba a XIII., a 2008-as labdarúgó-Európa-bajnokságra az UEFA JB játékvezetőként foglalkoztatta.

##### 2000-es labdarúgó-Európa-bajnokság

###### Selejtező mérkőzés
| Időpont           | Helyszín                     | Mérkőzés típusa           | Mérkőzés             | Eredmény | Nézők száma |
| ----------------- | ---------------------------- | ------------------------- | -------------------- | -------- | ----------- |
| 1998. október 14. | Ljudski vrt Stadion, Maribor | előselejtező (2. csoport) | Szlovénia–Lettország | 1 – 0    | 3292        |

##### 2004-es labdarúgó-Európa-bajnokság

###### Selejtező mérkőzés
| Időpont           | Helyszín                                    | Mérkőzés típusa           | Mérkőzés        | Eredmény | Nézők száma |
| ----------------- | ------------------------------------------- | ------------------------- | --------------- | -------- | ----------- |
| 2002. október 12. | Camp d’Esports d’Aixovall, Andorra la Vella | előselejtező (8. csoport) | Andorra–Belgium | 0 – 1    | 700         |

##### 2008-as labdarúgó-Európa-bajnokság

###### Selejtező mérkőzés
| Időpont           | Helyszín                        | Mérkőzés típusa           | Mérkőzés           | Eredmény | Nézők száma |
| ----------------- | ------------------------------- | ------------------------- | ------------------ | -------- | ----------- |
| 2007. október 13. | Szusza Ferenc Stadion, Budapest | előselejtező (C. csoport) | Magyarország–Málta | 2 – 0    | 6000        |

##### Nemzetközi kupamérkőzések

###### UEFA-kupa
| Időpont             | Helyszín            | Mérkőzés típusa           | Mérkőzés                     | Eredmény |
| ------------------- | ------------------- | ------------------------- | ---------------------------- | -------- |
| 2005. augusztus 11. | ETO Stadion, Sopron | előselejtező (2. forduló) | FC Sopron–FK Metalurh Doneck | 0 – 3    |